# Raclette

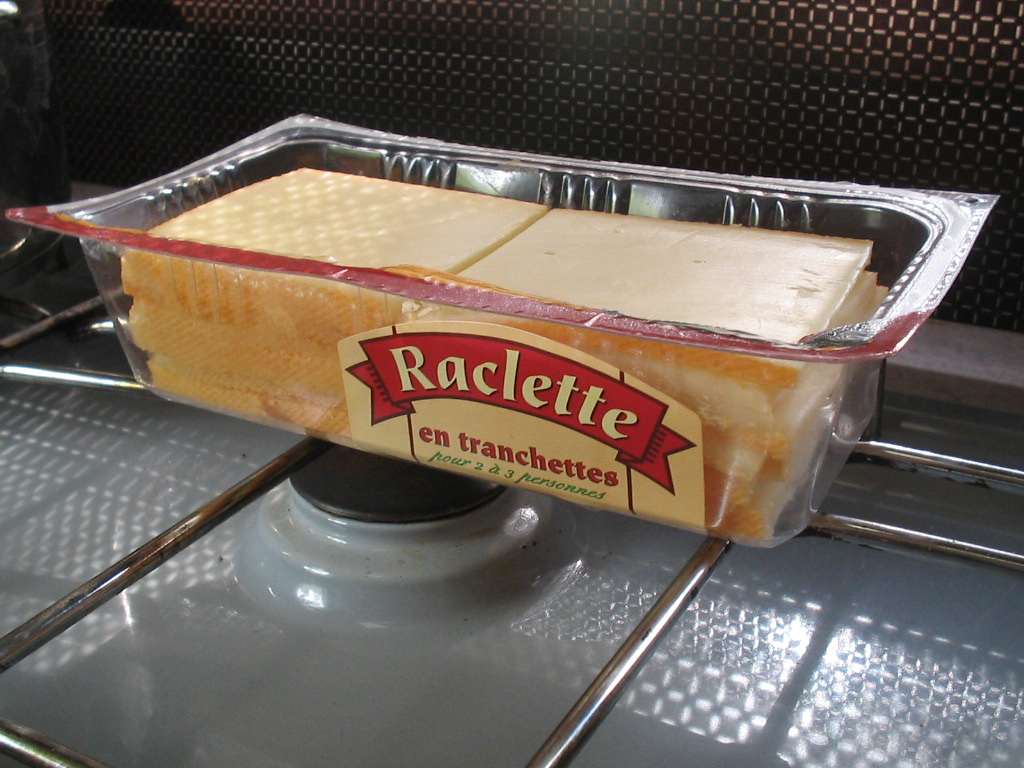
Raclettekaas

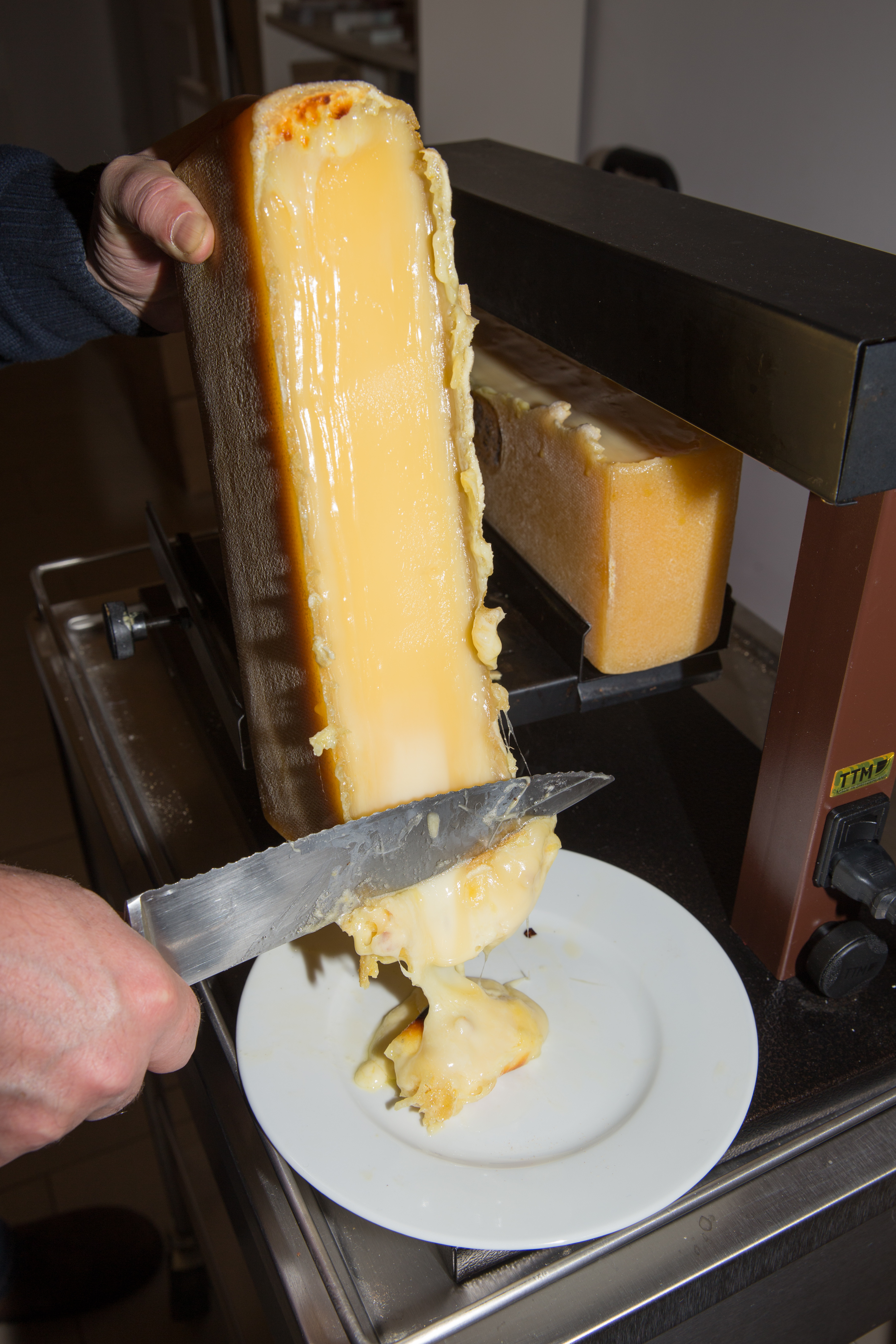
Afschrapen van de verwarmde raclettekaas

Raclette is naast kaasfondue een van de nationale gerechten van Zwitserland. De naam vindt zijn oorsprong in het Franse woord racler, hetgeen "schaven" of "schrapen" betekent. Daarnaast is het ook de naam van de kaas die voor dit gerecht gebruikt wordt.
Bij raclette wordt meestal de ronde kaas doormidden gesneden. De kaas wordt eenzijdig verwarmd door een vuur, een speciale oven of een raclette-toestel. Na enige tijd kan de zachtgeworden kaas van het grote stuk kaas geschraapt worden. De raclette wordt gegeten met aardappels (in de schil), augurkjes en zilveruitjes en soms ook andere groenten of champignons, die samen met de kaas worden verwarmd. Ook worden er vaak fijne vleeswaren bij gegeten zoals ham, salami of spekjes. Over het algemeen wordt er witte wijn bij gedronken.
Raclette kan ook als schijfjes kaas geserveerd worden, die dan met het gourmetstel kunnen worden bereid.
Raclette werd genoemd in middeleeuwse geschriften als een bijzonder voedzame maaltijd, die voornamelijk door boeren uit het bergachtige deel van Zwitserland werd gegeten. In het Duitse gedeelte werd het Bratchäs genoemd, wat geroosterde kaas betekent.
Raclette is ook de naam voor het bereiden van groente in de pannetjes van het gourmetstel.
Pannenkoeken en omeletten kunnen hier ook bereid in worden.
De oorsprong van raclette is te vinden in de traditie van wat de Fransen noemen "la transhumance": het "overzomeren" van kuddes schapen in het hooggebergte tussen juni en september. Ook de herders bleven ter plaatse. Vers water en verse melk vinden was geen probleem, daarnaast hadden ze bloem meegenomen om platte broden te bakken, en ook nog harde kaas en gedroogd vlees. Om ook eens een warme maaltijd te krijgen, lieten ze een homp kaas, aan een stok gespiest, smelten boven een open vuur en met hun mes schraapten ze de gesmolten kaas op een stuk brood.
Vanaf 2004 was raclette een beschermde oorsprongsbenaming. De naam mocht toen alleen gebruikt worden voor kaas die in kanton Wallis geproduceerd werd. Raclettekaas is als variatie op het origineel ook te krijgen met toevoeging van knoflook, peper, paprika of wijn.
In 2007 echter maakte de hoogste gerechtelijke Zwitserse instantie een einde aan de raclette-oorlog die verschillende kantons in het land al een tijdje tegen elkaar opzette. "Raclette is de naam van een gerecht, en niet van een kaas van gecontroleerde herkomst", zo oordeelde de rechter. De federale rechtbank gaf daarmee gelijk aan drie kantons: Bern, Fribourg en Graubünden. Zij hadden in 2005 klacht ingediend tegen de beslissing om de vermelding appellation d'origine contrôlée (gecontroleerde herkomst) uitsluitend toe te kennen aan raclette die in het kanton Wallis gemaakt werd. Het ging om een besluit van de federale landbouwautoriteiten. Maar volgens de rechter benoemt de term een gerecht, en geen kaas, en mag dus om het even welke Zwitserse of buitenlandse producent hem gebruiken. 'Raclette' betekent al minstens sinds 1574 'een schotel op basis van fondue afkomstig uit Wallis'. Het is pas sinds 1970 dat het woord ook duidt op de kaas die voor het gerecht gebruikt wordt. Het gaat gewoon om een samentrekking van fromage à raclette, aldus de Zwitserse rechter.